# Daniele Radini Tedeschi

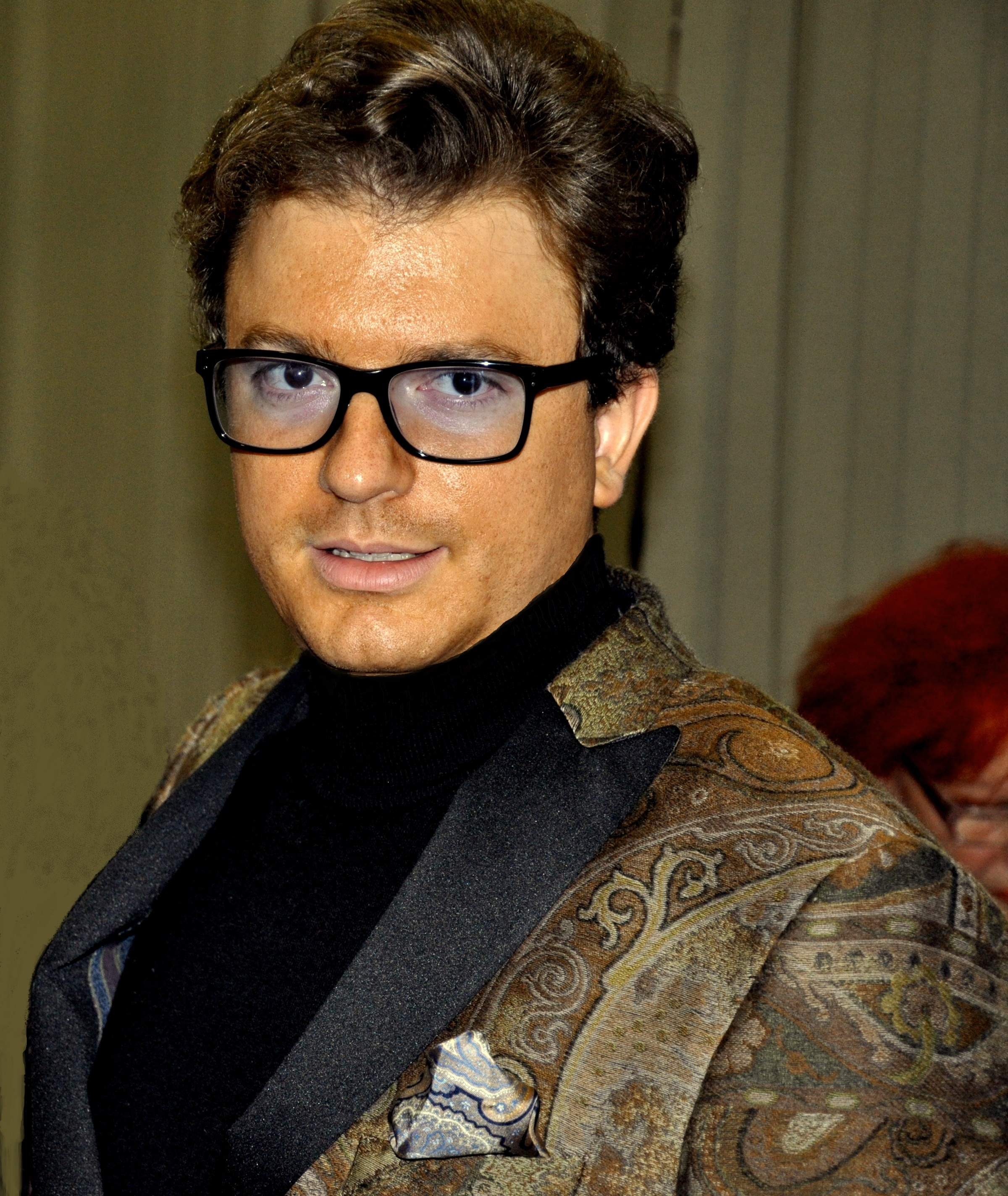
Daniele Radini Tedeschi (2014)

Daniele Radini Tedeschi (* 17. September 1986 in Rom) ist ein italienischer Kunsthistoriker, dessen Arbeiten über Sodoma und Caravaggio weltweite Anerkennung fanden.
Im Jahr 2012 war Radini Tedeschi zusammen mit Claudio Strinati Kurator der Tagung Il Sodoma a Roma nel suo V centenario dagli Affreschi a Villa Farnesina im Auditorium der Accademia Nazionale dei Lincei. Im Jahr 2013 hielt er einen Vortrag über Caravaggio (Conferenza New Caravaggio. Riflessi e riflessioni)  an der Accademia Nazionale di San Luca in Rom.

## Werke
- Arsenico su tela (2007) ISBN 978-88-98084-01-2
- Sodoma (2008) ISBN 978-88-98084-00-5
- Studi e schede di arte veneta, coautore assieme a Sergio Rossi (2010) ISBN 978-88-6381-106-3
- Sodoma (2010) ISBN 978-88-98084-02-9
- Pittura a Brescia e nelle Valli (2011) ISBN 978-88-98084-05-0
- Caravaggio (2012) ISBN 978-88-98084-04-3
- Caravaggio o della Vulgata (2012) ISBN 978-88-6557-080-7
- Tiltestetica (2014) ISBN 978-88-6052-549-9
- Last Paradise (2015) ISBN 978-88-6052-581-9
- Un inedito di Luca Giordano (2015) ISBN 9788860525802
- Sweet Death (2015) ISBN 978-88-6052-622-9